# Акциона уметност
Акциона уметност сасвим уопштено схватајући јесте уметничко дело у одређеном времену од стране једног уметника у виду једне уметничке акције где долази до изражаја  музика, позориште, игра, пантомима, ликовна уметност и делом такође филм и видео тако да и ту говоримо о мултимедијалној уметности.
Акциону уметност делом срећемо и у дадаизму и надреализму, као и у акционом сликарству Џексона Полока, затим касније као појам акционе уметности у хепенингу и флуксусу у каснијим педесетим годинама. Почев од седамдесетих година говори се о перформансу.